# 다테이시 도모노리
다테이시 도모노리(일본어: 立石 智紀, 1974년 4월 22일 ~ )는 일본의 전 축구 선수이다.

## 구단 경력
과거 제프 유나이티드 지바, 아비스파 후쿠오카에서 활동하였다.